# Puttelange-lès-Thionville
Puttelange-lès-Thionville là một xã trong vùng Grand Est, thuộc tỉnh Moselle, quận Thionville-Est, tổng Cattenom. Tọa độ địa lý của xã là 49° 29' vĩ độ bắc, 06° 16' kinh độ đông. Puttelange-lès-Thionville nằm trên độ cao trung bình là 165 mét trên mực nước biển, có điểm thấp nhất là 120 mét và điểm cao nhất là 258 mét. Xã có diện tích 10,67 km², dân số vào thời điểm 1999 là 611 người; mật độ dân số là 57 người/km².

## Thông tin nhân khẩu
| 1962 | 1968 | 1975 | 1982 | 1990 | 1999 |
| ---- | ---- | ---- | ---- | ---- | ---- |
| 461  | 476  | 478  | 506  | 510  | 611  |